# Helmut Duckadam
Helmut Robert Duckadam (Semlac, 1º aprile 1959 – Bucarest, 2 dicembre 2024) è stato un calciatore rumeno, di ruolo portiere.
Nel 1986 fu candidato al Pallone d'oro, classificandosi 8º.

## Carriera
Cresciuto calcisticamente nelle squadre della sua città natale, il Constructorul Arad e l'UT Arad (con cui debutta nella Divizia A, la prima divisione rumena, nel 1978-79), fu acquistato dalla Steaua nel 1982. Di fisico slanciato e potente (189 cm per un peso forma di 69 kg) e dotato di ottimi riflessi, non gli fu difficile conquistare il ruolo di titolare nella squadra di Emerich Jenei.
Divenuto campione di Romania nel 1984-85 e vinta nello stesso anno la Coppa nazionale, fu nella stagione successiva l'eroe della Steaua regina sia di Romania che d'Europa. Nella finale di Siviglia contro il Barcellona, vinta ai rigori dai rumeni, riuscì a neutralizzare tutti e quattro i rigori calciati dai giocatori blaugrana Alexanko, Pedraza, Pichi Alonso e Marcos. L'eccezionale performance di Duckadam impressionò gli sportivi e i giornalisti di tutto il mondo, tanto che l'indomani il quotidiano italiano Corriere dello Sport scrisse in prima pagina «Superman è rumeno».
Rientrato in patria da eroe (soprannominato per questo "Eroul de la Sevilla", cioè eroe di Siviglia), fu eletto Calciatore rumeno dell'anno nel 1986. Molti club si fecero avanti con la Steaua per averlo, tra cui il Manchester United.
In caso di vittoria della Coppa dei Campioni, il regime, ormai nei suoi ultimi anni di vita, aveva promesso a tutti i giocatori della Steaua una motocicletta a testa, ma alla fine arrivarono solo delle ARO 4x4, assemblate con pezzi provenienti da altri veicoli. I giocatori le rivendettero di nascosto ad alcuni abitanti di Bucarest
Ma, nello stesso anno, la sua carriera di fatto terminò. Secondo la versione ufficiale, riportata dallo stesso Duckadam in più interviste, sarebbe stato colto da embolia ascellare e operato d'urgenza a Bucarest, dopo essere stato trasferito d'urgenza con un volo militare da Arad, sua città d'origine. L'intervento rese precario il prosieguo dell'attività calcistica.
Parallelamente, si svilupparono una serie di leggende, come che vi sarebbe stato un aspro contrasto con il figlio del dittatore Nicolae Ceaușescu, Nicu (talvolta, invece, il figlio ostile è Valentin, con il quale in realtà aveva un buon rapporto), che per vendetta avrebbe ordinato ad alcuni agenti della Securitate (la polizia segreta del regime) di spezzare le mani di Duckadam. Il portiere non avrebbe infatti consegnato una Mercedes regalatagli dal Real Madrid per aver battuto gli arcirivali catalani e pretesa invece dal figlio del leader ed allora presidente della Steaua. Ne sarebbe seguita una spedizione punitiva dei miliziani di Ceaușescu, mandati a colpire il portiere con scientifiche bastonate (si vociferò addirittura di una fucilata durante una battuta di caccia).
Tale versione è stata però smentita dallo stesso Duckadam in un'intervista rilasciata alla trasmissione Le partite non finiscono mai in onda su LA7 il 5 marzo 2007: in essa Duckadam ha affermato che la sua carriera ebbe un brusco stop a causa di «un grumo di sangue che si è spostato» al suo braccio destro, facendogli addirittura correre il rischio dell'amputazione dell'arto.
Nel 1989 il Vagonul Arad lo tesserò, con il braccio destro dolorante, ma non più compromesso, e Duckadam, con la stessa agilità e prestanza fisica che lo ha reso celebre, si esibì in coppa di Romania il 28 settembre 1989: due rigori parati e vittoria per 4-2. Ma l'incidente ne aveva ormai irreversibilmente cancellato l'estro e nel 1991, dopo due stagioni senza aver messo quasi mai piede in campo in gare ufficiali, Duckadam lasciò il calcio venendo successivamente eletto vicepresidente del club festeggiando una promozione.
Dopo il ritiro nel 1991 lavoró come doganiere, per poi diventare consigliere per il Ministero dello Sport, nel governo del Fronte di Salvezza Nazionale dal 1990 al 1993.
A fine 2003 con la vittoria nella lotteria di una “green card”, il visto d'ingresso, si è trasferito negli Stati Uniti con la sua famiglia, ma successivamente è rientrato nel suo paese d'origine e per alcuni anni ha ricoperto la carica di presidente dello Steaua Bucarest, insediandosi a capo della società nell'estate 2010. La scelta del portiere di supportare la squadra del patron Gigi Becali e non quella rifondata dall'esercito gli ha alienato le simpatie di parte del pubblico stelista.
E' morto il 2 dicembre 2024, all'età di 65 anni, all'ospedale di Bucarest, dopo che nel settembre dello stesso anno aveva subito un'operazione al cuore.

## Statistiche

### Cronologia presenze e reti in nazionale
| Cronologia completa delle presenze e delle reti in nazionale ― Romania | Cronologia completa delle presenze e delle reti in nazionale ― Romania | Cronologia completa delle presenze e delle reti in nazionale ― Romania | Cronologia completa delle presenze e delle reti in nazionale ― Romania | Cronologia completa delle presenze e delle reti in nazionale ― Romania | Cronologia completa delle presenze e delle reti in nazionale ― Romania | Cronologia completa delle presenze e delle reti in nazionale ― Romania | Cronologia completa delle presenze e delle reti in nazionale ― Romania |
| Data                                                                   | Città                                                                  | In casa                                                                | Risultato                                                              | Ospiti                                                                 | Competizione                                                           | Reti                                                                   | Note                                                                   |
| ---------------------------------------------------------------------- | ---------------------------------------------------------------------- | ---------------------------------------------------------------------- | ---------------------------------------------------------------------- | ---------------------------------------------------------------------- | ---------------------------------------------------------------------- | ---------------------------------------------------------------------- | ---------------------------------------------------------------------- |
| 1-9-1982                                                               | Bucarest                                                               | Romania                                                                | 1 – 0                                                                  | Danimarca                                                              | Amichevole                                                             | -                                                                      |                                                                        |
| 17-11-1982                                                             | Chemnitz                                                               | Germania Est                                                           | 4 – 1                                                                  | Romania                                                                | Amichevole                                                             | -                                                                      | 87’                                                                    |
| Totale                                                                 |                                                                        | Presenze                                                               | 2                                                                      |                                                                        | Reti                                                                   | 0                                                                      |                                                                        |

## Palmarès

### Club

#### Competizioni nazionali
- Campionato rumeno: 2

Steaua Bucarest: 1984-1985, 1985-1986
- Coppa di Romania: 1

Steaua Bucarest: 1984-1985

#### Competizioni internazionali
- Coppa dei Campioni: 1

Steaua Bucarest: 1985-1986

### Individuale
- Calciatore rumeno dell'anno: 1

1986